# Gabino Olaso Zabala
Gabino Olaso Zabala (18. února 1869, Abadiño – 5. srpna 1936, La Font de la Figuera) byl španělský římskokatolický kněz, řeholník Řádu augustiniánů a mučedník. Katolická církev ho uctívá jako blahoslaveného.

## Život
Narodil se 18. února 1869 v Abadiño.
Vstoupil do kláštera augustiniánů a roku 1893 byl vysvěcen na kněze. Následující rok byl poslán na Filipíny. Roku 1896 vypukla Filipínská revoluce. Byl účasten mučení kněze Mariana Dacanay. Roku 1898 byl sám zajat a jeden a půl roku vězněn a mučen. Působil jako profesor semináře ve Viganu.
Roku 1900 se vrátil do Španělska. Sloužil jako učitel v Llanes, Tapia de Casariego a Ceutě. Roku 1933 se stal představeným lazaretu v Caudete.
Po vypuknutí španělské občanské války byl 23. července 1936 spolu s dalšími 9 bratry zajat a vězněn.
Dne 5. srpna 1936 byl poblíž La Font de la Figuera popraven se svými bratry. Před smrtí odpustil svým vrahům a vykřikl "Ať žije Kristus Král!"
Spolu s ním byli zavražděni:
- augustinián-kněz Ángel Pérez Santos (* 1. října 1877, Villaherreros)
- augustinián-kněz Víctor Gaitero González (* 18. října 1871, Valdemora)
- augustinián-kněz Felipe Barba Chamorro (* 5. února 1873, Pozoantiguo)
- augustinián-kněz Anastasio Díez García (* 21. ledna 1867, Quintanilla Vivar)
- augustinián-kněz Cipriano Polo García (* 16. září 1880, Mayorga)
- augustinián-kněz Emilio Camino Noval (* 9. října 1877, Valdesto)
- augustinián-řeholník Luis Blanco Álvarez (* 20. listopadu 1888, Ayoó de Vidriales)
- augustinián-řeholník Luciano Ramos Villafruela (* 17. října 1884, Villahoz)
- augustinián-řeholník Ubaldo Revilla Rodríguez (* 16. května 1885, Buenavista de Valdavia)

## Proces blahořečení
Do procesu blahořečení byl zařazen ve skupině se svými spolubratry. Následně byl 27. dubna 1990 proces spojen s dalšími procesy, a tím vznikla skupina 104 mučedníků z řádu augustiniánů a diecézního kléru.
Dne 1. června 2007 uznal papež Benedikt XVI. jejich mučednictví. Blahořečeni byli 28. října 2007.